# スイート原油
スイート原油（スイートげんゆ、英: Sweet crude oil）またはスウィートオイルは、石油（原油）の種別の一つ。ニューヨーク・マーカンタイル取引所は硫黄分が0.5％未満の原油をsweetと定義している。
逆に、硫黄を多く含む原油は、サワー原油（サワーオイル）と呼ばれる。
「スイート」という用語は、硫黄分が多い油と比較した場合、硫黄分が少ない物には比較的甘い味と心地よい香りがある点に由来する。19世紀の探鉱者は、少量の油を味わい、匂いを嗅ぎ、その品質を判別していた。
スイート原油は少量の硫化水素と二酸化炭素しか含まない。高品質で低硫黄の原油は、ガソリンへの加工に使用されており、特に先進国で高い需要がある。自動車用のガソリンは石油需要の中で最も代替が難しいものである。軽質スイート原油 (Light sweet crude oil) は市場から最も求められている種類の原油で、精製（分留）すると、石油製品の中でも価値の高いガソリン（ナフサ）、灯油、高品質ディーゼル油（軽油）が多く得られる。

## 価格設定
アメリカの媒体では一般的に「石油価格、price of oil」という用語は、WTI（ウェスト・テキサス・インターミディエイト）の1バレル（42米ガロン＝約159リットル）をオクラホマ州クッシングで翌月引き渡す場合の価格を指す。この情報は、 NYMEXまたはアメリカ合衆国エネルギー省エネルギー情報局（Energy Information Administration）が提供している。
WTIは硫黄分0.45％と高品質でスイート原油の代表的銘柄である。WTIと双璧をなすのが北海ブレント原油で、こちらも硫黄分0.45％と高品質でヨーロッパ市場の基準価格になっている。
このような価格の基準になっている銘柄をマーカー原油（marker crude）もしくはベンチマークと呼ぶ。現在、世界的に用いられているのは上記2種類に中東（日本を含むアジア市場向け）のドバイ原油を加えた3銘柄である。
かつて、OPECの台頭後、1980年代半ばまではサウジアラビア産のアラビアン・ライトがOPECが定めるマーカー原油であり、その価格を文字通りのベンチマークとして、品質の高低などに応じて油価が定められていた。しかし1985年1月にOPECがこの制度を事実上廃止し、それ以降、過渡期を経て上記のような代表銘柄の市場価格が指標として使われるようになった。

## 生産国の一覧
スイート原油の生産国は次のとおり。
- アジア/太平洋：
  - 極東/オセアニア：
    -  Australia
    -  Brunei
    -  China
    -  India
    -  Indonesia
    -  Malaysia
    -  New Zealand
    -  Vietnam

  - 中東
    -  Iraq
    -  Saudi Arabia
    -  United Arab Emirates
- 北米：
  -  United States of America
- ヨーロッパ：
  -  Russia
  -  Azerbaijan
  - 北海エリア：
    -  Norway
    -  United Kingdom（ブレント原油）
      -  England
      -  Scotland
- アフリカ：
  - 北アフリカ：
    -  Algeria
    -  Libya

  - 西アフリカ
    -  Nigeria
    -  Ghana

  - 中央アフリカ
    -  Angola
    -  Democratic Republic of the Congo
    -  Republic of the Congo
    -  South Sudan
- 南アメリカ：
  - ギアナ地方：
    -  Suriname Guyana盆地